# Siquinalá
Siquinalá es un municipio del departamento de Escuintla de la región sur-central de la República de Guatemala. Celebra su fiesta titular el 25 de noviembre de cada año en honor a su santa patrona Catalina de Alejandría. Siquinalá es conocido como "La tierra del mango de hilacha" y "La tierra del peñón".
Durante la época colonial el poblado que actualmente es la cabecera municipal fue una doctrina de los frailes franciscanos, hasta que estos le entregaron todas sus reducciones al clero secular en 1754;  a partir de allí fue parte de un curato.  
Luego de la Independencia de Centroamérica en 1821, fue parte del circuito de Escuintla en el distrito N.º 2 del mismo nombre para la impartición de justicia por medio de juicios de jurados.

## Geografía física

### Ubicación geográfica
Siquinalá se encuentra a una distancia de 26 km de la cabecera departamental Escuintla y a una distancia de 82 km de la capital Ciudad de Guatemala. Sus colindancias son:
- Norte: Escuintla, municipio y cabecera del departamento de Escuintla y Chimaltenango, municipio y cabecera del departamento de Chimaltenango.[4]
- Sur: La Democracia, municipio del departamento de Escuintla[4]
- Este: Escuintla, municipio de Escuintla[4]
- Oeste: Santa Lucía Cotzumalguapa, municipio de Escuintla

|                                  | Norte: Chimaltenango Escuintla |                 |
| Oeste: Santa Lucía Cotzumalguapa |                                | Este: Escuintla |
|                                  | Sur: La Democracia             |                 |

## Gobierno municipal
Los municipios se encuentran regulados en diversas leyes de la República, que establecen su forma de organización, lo relativo a la conformación de sus órganos administrativos y los tributos destinados para los mismos.  Aunque se trata de entidades autónomas, se encuentran sujetos a la legislación nacional y las principales leyes que los rigen desde 1985 son:
| N.º | Ley                                                | Descripción |
| --- | -------------------------------------------------- | --- |
| 1   | Constitución Política de la República de Guatemala | Tiene una regulación legal específica para los municipios en los artículos 253 al 262. |
| 2   | Ley Electoral y de Partidos Políticos              | Ley de carácter constitucional aplicable a los municipios en el tema de la conformación de sus autoridades electas. |
| 3   | Código Municipal                                   | Decreto 12-2002 del Congreso de la República de Guatemala. Tiene la categoría de ley ordinaria y contiene preceptos generales aplicables a todos los municipios, e inclusive contiene legislación referente a la creación de los municipios.             |
| 4   | Ley de Servicio Municipal                          | Decreto 1-87 del Congreso de la República de Guatemala. Regula las relaciones entra la municipalidad y los servidores públicos en materia laboral. Tiene su base constitucional en el artículo 262 de la constitución que ordena la emisión de la misma. |
| 5   | Ley General de Descentralización                   | Decreto 14-2002 del Congreso de la República de Guatemala. Regula el deber constitucional del Estado, y por ende del municipio, de promover y aplicar la descentralización y desconcentración económica y administrativa.                                |

El gobierno de los municipios está a cargo de un Concejo Municipal mientras que el código municipal —ley ordinaria que contiene disposiciones que se aplican a todos los municipios— establece que «el concejo municipal es el órgano colegiado superior de deliberación y de decisión de los asuntos municipales […] y tiene su sede en la circunscripción de la cabecera municipal»; el artículo 33 del mencionado código establece que «[le] corresponde con exclusividad al concejo municipal el ejercicio del gobierno del municipio».
El concejo municipal se integra con el alcalde, los síndicos y concejales, electos directamente por sufragio universal y secreto para un período de cuatro años, pudiendo ser reelectos.
Existen también las Alcaldías Auxiliares, los Comités Comunitarios de Desarrollo (COCODE), el Comité Municipal del Desarrollo (COMUDE), las asociaciones culturales y las comisiones de trabajo. Los alcaldes auxiliares son elegidos por las comunidades de acuerdo a sus principios y tradiciones, y se reúnen con el alcalde municipal el primer domingo de cada mes, mientras que los Comités Comunitarios de Desarrollo y el Comité Municipal de Desarrollo organizan y facilitan la participación de las comunidades priorizando necesidades y problemas.
Los alcaldes que ha habido en el municipio son:
- 2012-2016: Carlos Dardón[6]

## Historia

### Época colonial: doctrina de los franciscanos
En 1516 arribaron gentes de raza achí que procedían de México, respaldando al comisario franciscano Alozo Ponce. Llegaron a las tierras de Siquinalá y luego las convirtieron en sus tierras debido a la gran naturaleza y los cultivos que crecían en el lugar. El poblado fue incrementando más su territorio cuando los desaparecidos pueblos de San Cristóbal, Santa Lucía y Sebastián Lambur se incorporaron al mismo.[cita requerida]
La corona española se enfocó en la catequización de los indígenas; las congregaciones fundadas por los misioneros reales en el Nuevo Mundo fueron llamadas «doctrinas de indios» o simplemente «doctrinas». Originalmente, los frailes tenían únicamente una misión temporal: enseñarle la fe católica a los indígenas, para luego dar paso a parroquias seculares como las establecidas en España; con este fin, los frailes debían haber enseñado los evangelios y el idioma español a los nativos. Ya cuando los indígenas estuvieran catequizados y hablaran español, podrían empezar a vivir en parroquias y a contribuir con el diezmo, como hacían los peninsulares.
Pero este plan nunca se llevó a cabo, principalmente porque la corona perdió el control de las órdenes regulares tan pronto como los miembros de éstas se embarcaron para América. Por otra parte, protegidos por sus privilegios apostólicos para ayudar a la conversión de los indígenas, los misionares solamente atendieron a la autoridad de sus priores y provinciales, y no a la de las autoridades españolas ni a las de los obispos. Los provinciales de las órdenes, a su vez, únicamente rendían cuentas a los líderes de su orden y no a la corona; una vez habían establecido una doctrina, protegían sus intereses en ella, incluso en contra de los intereses del rey y de esta forma las doctrinas pasaron a ser pueblos de indios que se quedaron establecidos para todo el resto de la colonia.
Los franciscanos, quienes tuvieron conventos y doctrinas en la diócesis de Guatemala, se hallaban diseminados en donde se encuentran los modernos departamentos de Sacatepéquez, Chimaltenango, Sololá, Quetzaltenango, Totonicapán, Suchitepéquez y Escuintla.  La «Provincia del Santísimo Nombre de Jesús», como se llamaba la región a cargo de los franciscanos, llegó a tener veinticuatro conventos.  Para 1700, en el convento de Panajachel habitaban tres sacerdotes, que se encargaban de evangelizar a aproximadamente mil ochocientas personas, principalmente indígenas, y tenían a su cargo cuatro doctrinas y doce cofradías.

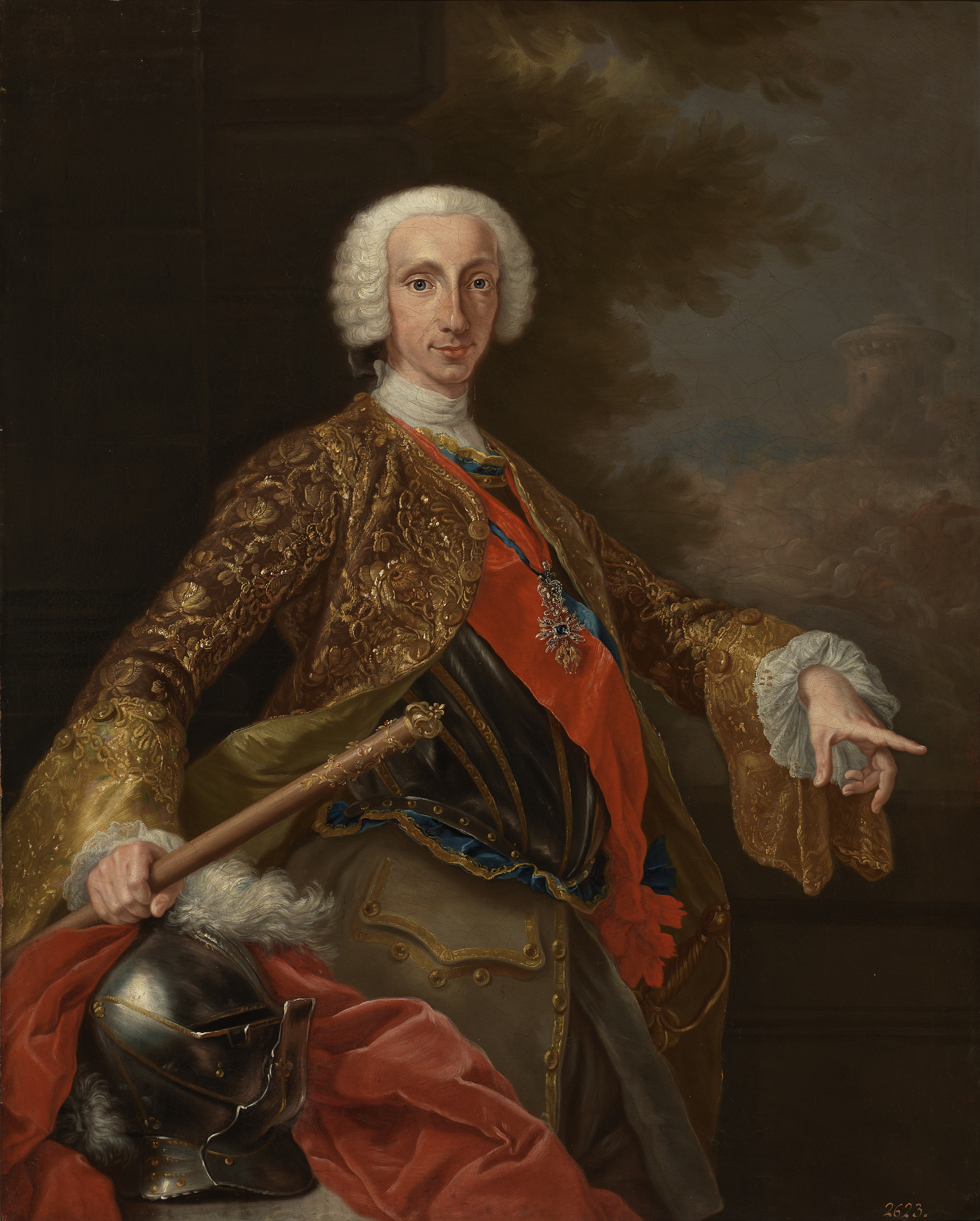
Rey Carlos III de España, promotor de las reformas borbónicas.

En las cabezas de curato, diariamente se cantaba o rezaba la misa conventual con la asistencia de los oficiales de las cofradías y de sus esposas, quienes tenían velas encendidas en sus manos durante casi toda la misa.  Además, tanto en la sede del curato  como en los pueblos de visita de las doctrinas, se impartía doctrina a las niñas a partir de los seis años de edad a las dos de la tarde y, al ocaso, a los niños de la misma edad para que durante dos horas recibieran la instrucción cristiana.  La enseñanza consistía en recitar toda la doctrina y oraciones y hacer ejercicios con las preguntas del catecismo y estaba a cargo del doctrinero y de dos indios ancianos, llamados fiscales, en caso el doctrinero no pudiera asistir.  A los adultos se les atendía los domingos y días festivos, luego de la misa; se cerraban las puertas de la iglesia, y se rezaban todas las oraciones de la doctrina cristiana en idioma de la localidad, con todo el pueblo, hombres y mujeres.
En 1754, en virtud de una Real Cédula parte de las Reformas Borbónicas, todos los curatos de las órdenes regulares fueron traspasados al clero secular. En 1765 se publicaron las reformas borbónicas de la Corona española, que pretendían recuperar el poder real sobre las colonias y aumentar la recaudación fiscal. Con estas reformas se crearon los estancos para controlar la producción de las bebidas embriagantes, el tabaco, la pólvora, los naipes y el patio de gallos. La real hacienda subastaba el estanco anualmente y un particular lo compraba, convirtiéndose así en el dueño del monopolio de cierto producto. Ese mismo año se crearon cuatro subdelegaciones de la Real Hacienda en San Salvador, Ciudad Real, Comayagua y León y la estructura político administrativa del Reino de Guatemala cambió a quince provincias:

### Tras la Independencia de Centroamérica
La constitución del Estado de Guatemala promulgada el 11 de octubre de 1825 estableció los circuitos para la administración de justicia en el territorio del Estado y menciona que el poblado de Siquinalá era parte del circuito de Escuintla en el Distrito N.º 2 del mismo nombre, junto con Escuintla, San Pedro Mártir, Chahuite, Palín, Masagua, los dos Mixtanes (Santa Ana y San Juan Mixtán), Don García, Tecuaco, La Gomera, Chipilapa, Guanagazapa y Cotzumalguapa.

### Fundación del municipio
El municipio fue fundado como tal el 6 de marzo de 1867.

## Economía
La economía del municipio de Siquinalá se basa en la agricultura y en la actividad agropecuaria. Son actividades que realizan los pobladores del municipio y es así como mantienen su economía.

### Agricultura
Los principales cultivos de la región son: maíz, frijol, arroz, maicillo y caña de azúcar.

### Actividad agropecuaria
Siquinalá contiene una gran cantidad de fincas y granjas dedicadas a la actividad ganadera con gran cantidad de semovientes. 